# Львов Богдан Юрійович
Богдан Юрійович Львов (нар. 28 вересня 1967, Запоріжжя) — український суддя. З 15 квітня 2014 до 2017 року — голова Вищого господарського суду України, згодом — голова Касаційного господарського суду і заступник Голови Верховного Суду. Заслужений юрист України.
5 жовтня 2022 року повноваження судді Львова припинені у зв'язку з отриманням громадянства Росії.
10 січня 2024 року Київський окружний адміністративний суд ухвалив рішення, яким Богдан Львов поновлений на посаді судді Верховного суду. 12 червня 2024 року Шостий апеляційний адміністративний суд скасував це рішення і відмовив Львову в задоволенні позовних вимог.

## Біографія
Богдан Львов закінчив Червонопрапорний військовий інститут Міністерства оборони СРСР (1989), військово-юридичний факультет, а також Інститут інтелектуальної власності і права (2006).
У 1989–1992 роках Львов працював начальником канцелярії військового трибуналу Київського військового округу, в 1992–1998 — суддею військового суду Київського гарнізону, в 1998–2001 — суддею військового суду Центрального регіону України.
В 2001–2004 він суддя Київського апеляційного господарського суду, від липня 2004 — суддя Вищого господарського суду України.
Богдан Львов обраний суддею Касаційного господарського суду Верховного Суду, утвореного після реформи 2016 року. 30 листопада 2017 року відбулося перше засідання Пленуму новосформованого Верховного Суду, на якому Львова обрали заступником Голови Суду. Від 5 грудня 2017 року він голова Касаційного господарського суду у складі ВС. Переобраний у 2021 році.
Є членом Комісії з питань правової реформи від 7 серпня 2019. Має перший кваліфікаційний клас судді.
5 жовтня 2022 року Богдана Львова наказом Голови Верховного Суду Всеволода Князєва відраховано зі штату Верховного Суду.
10 січня 2024 року Київський окружний адміністративний суд, розглянувши позов Львова, зобов'язав Верховний Суд зарахувати Львова до штату Касаційного суду Верховного суду та виплатити заробітну плату за час прогулу. У Верховному суді повідомили, що оскаржуватимуть рішення.

12 червня 2024 року Шостий апеляційний адміністративний суд, розглянувши апеляційну скаргу Верховного Суду, скасував рішення першої інстанції і відмовив Львову в поновленні на посаді судді Верховного Суду. У своєму рішення суд зазначив:
Колегія суддів звертає увагу, що позивачем не було надано належних та допустимих доказів, які б невілювали дані надані СБУ, а також доводили б позицію позивача щодо відсутності в нього громадянства рф.

## Контраверсії
15 вересня 2022 року розслідувачі Радіо Свобода та проєкту «Схеми» повідомили, що Львов мав паспорт РФ із 1999 року та мав індивідуальний податковий номер в реєстрі Федеральної податкової служби РФ з 2010 року. Цю інформацію підтвердили і в СБУ.
16 вересня Львову призупинили доступ до державної таємниці на час розслідування.
26 вересня Львов публічно заперечив наявність у нього російського громадянства і поставив під сумнів достовірність опублікованих журналістами матеріалів. Журналісти опублікували фотокопії документів, які нібито підтверджують, що Львов має російське громадянство. Однак ці документи виявилися спірними через наявність кількох (шести) фактичних неточностей. Зокрема, в опублікованих документах було виявлено невідповідності в датах видачі, що викликало сумніви в їх автентичності.
28 вересня Львов ще раз публічно заперечив наявність російського паспорта.
3 жовтня 2022 року, Служба безпеки України, у відповідь на звернення Голови Верховного СУДУ повідомила, що володіє інформацією, яка може свідчити про наявність російського громадянства у судді Богдана Львова, але водночас зазначила, що перевірка цих даних продовжується.. Того ж дня Львов повідомив, що двічі пройшов поліграф:
29 вересня 2022 року в ГО «Українська організація поліграфологів» та 30 вересня 2022 року за запрошенням Головного управління розвідки Міністерства оборони. В обох висновках про проходження поліграфа зазначено, що за реакціями Богдана Львова на 95% ймовірно, що він не вчиняв дій, спрямованих на отримання громадянства Росії..
5 жовтня 2022 року Голова Верховного Суду Всеволод Князєв відрахував суддю Богдана Львова, у якого знайшли російський паспорт. Князєв заявив, що рішення було для нього непростим, адже відрахування судді на такій підставі відбулося вперше.
10 січня 2024 року рішенням Київського окружного адміністративного суду Богдан Львов був поновлений на посаді судді. Того ж дня, Верховний суд повідомив, що оскаржуватиме рішення Київського окружного адмінсуду в апеляційній інстанції (справа № 640/18519/22).

## Родина
Одружений. Дружина Інна Ровдо (Львова) народилася в Москві, має громадянство Росії. Донька — Анна Львова.